# 드라보그라드

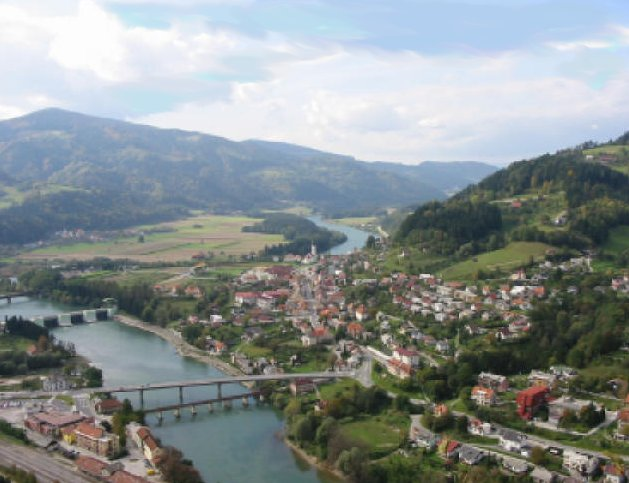
드라보그라드

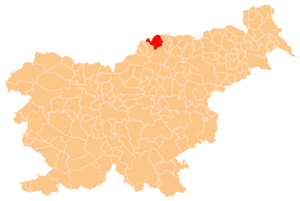
드라보그라드의 위치

드라보그라드(슬로베니아어: Dravograd, 독일어: Unterdrauburg 운터드라우부르크[*])는 슬로베니아 북부에 위치한 도시로 면적은 105.0km2, 인구는 8,863명(2002년 기준), 인구 밀도는 84.4명/km2이다. 오스트리아와 국경을 접한다.